# アルマン・ド・グラモン

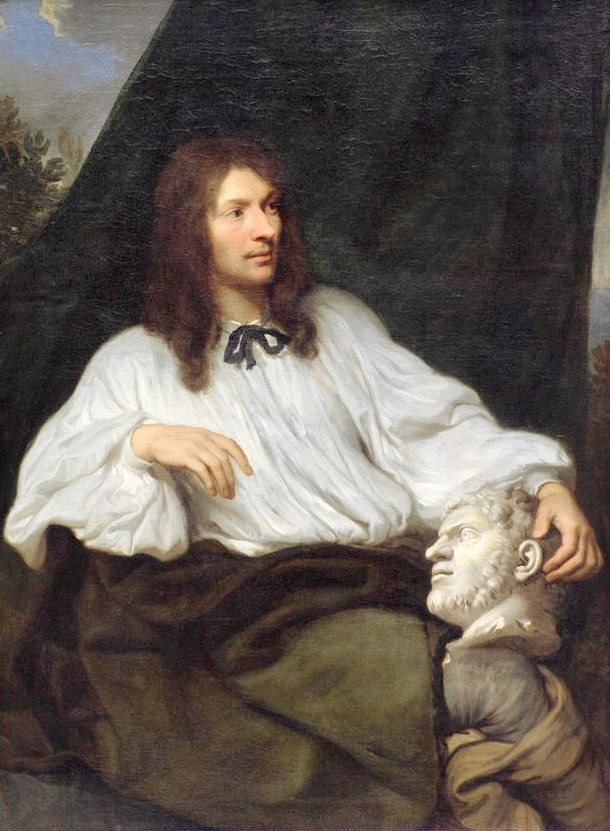
アルマン・ド・グラモン

アルマン・ド・グラモン（Armand de Gramont, 1637年 - 1673年11月29日）は、17世紀フランスの貴族。ギーシュ伯爵（Comte de Guiche）。

## 人物
アルマンは、グラモン元帥ことギーシュ伯爵アントワーヌ3世の息子で、母はリシュリュー枢機卿の姪である。また妹カトリーヌ＝シャルロットはルイ14世の寵姫となっている。
アルマンはバイセクシャルであった。また、オルレアン公フィリップ1世の取巻きの1人であり、その中で最も美男子であったとされる。性格的には、虚栄心が強く傲慢で、無作法なところがあった。しかし、男女の性別にかかわりなく、アルマンの恋人となった者たちは彼を不問にするのであった。
アルマンはオルレアン公妃アンリエット・ダングルテールの愛人であったが、彼女と対立していたルイーズ・ド・ラ・ヴァリエールに言い寄ったこともあった。しかし、アルマンはルイーズに対しては、ルイ14世を恋敵にしてまで争うほどの愛情を持っていなかった。1662年には、嫉妬深いアンリエット・ダングルテールと共謀し、ルイ14世とルイーズの中を引き裂こうとしたことが原因で宮廷を追放された。
その後、アルマンはポーランドのためにオスマン帝国と、イギリスのためにオランダと戦い、1669年にはフランスに帰国。1671年に宮廷に帰還した。1672年、アルマンはルイ14世や大コンデとともにネーデルラント継承戦争に参加した。その際、アルマンが率先してライン川を泳いで渡ったことで、全軍が彼に引き続いたという手柄を立てた。

## ダルタニャン物語
アルマンは『ダルタニャン物語』の第2部及び第3部に登場する。第3部『ブラジュロンヌ子爵』の主人公であるラウル・ド・ブラジュロンヌの親友として活躍した。